# نیکوس بیتزنیس
نیکوس بیتزنیس (به انگلیسی: Nikos Bitzenis) آهنگساز موسیقی الکترونیکی (به‌ویژه سبک‌های trip hop، chill out، و lounge) اهل یونان است. او را با نام Nikonn بیشتر می‌شناسند.
او بنیان‌گذار گروه Mikro نیز می‌باشد.
از آثار او در سری آهنگ‌های بودا بار استفاده شده‌است.